# Jacob Hintze

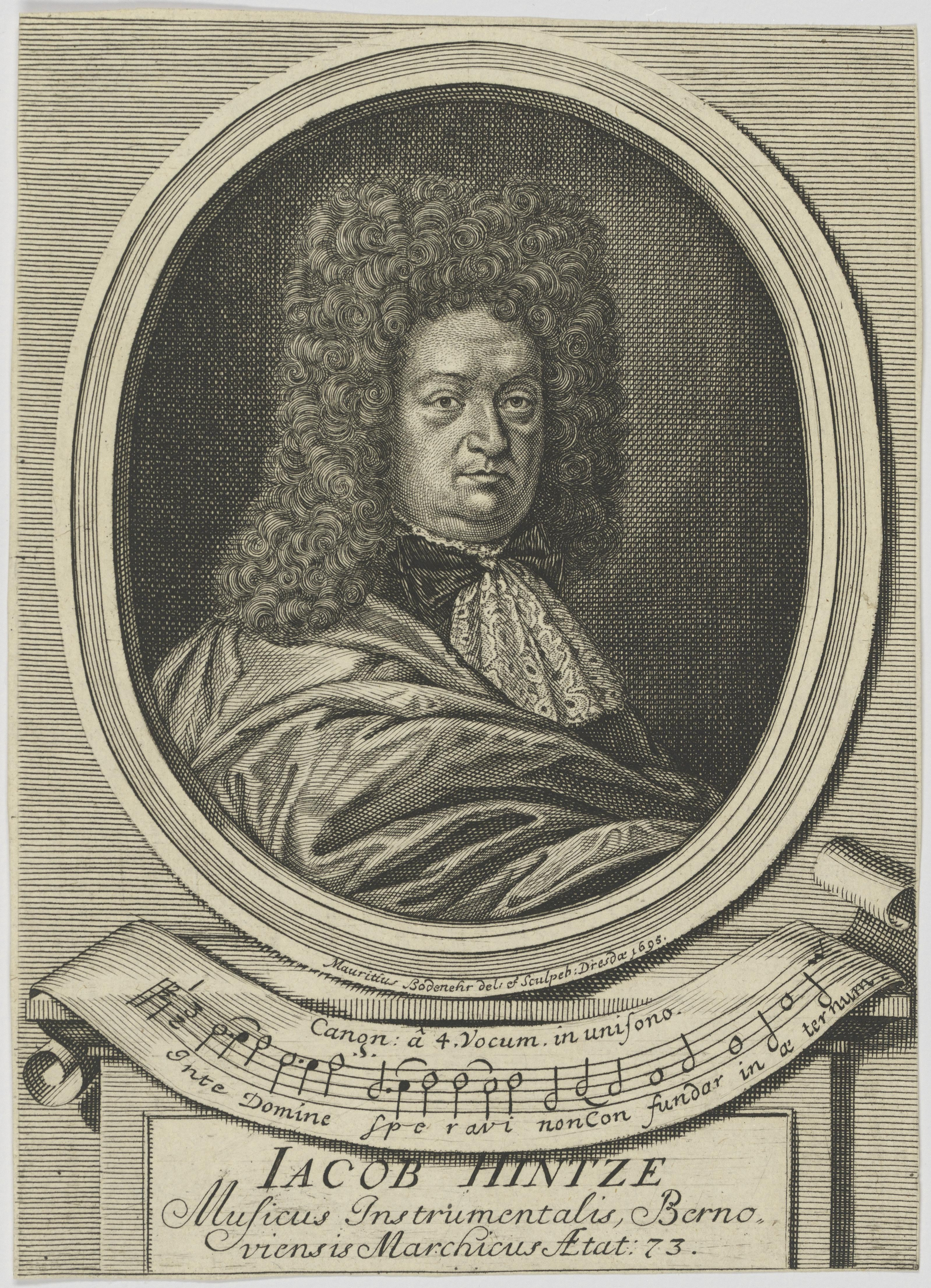
Jacob Hintze (Moritz Bodenehr 1695); unter dem Porträt ein vierstimmiger Kanon über „In te, Domine, speravi, non confundar in aeternum“ (Schlussvers des Te Deum).

Jacob Hintze (* 4. September 1622 in Bernau bei Berlin; † 5. Mai 1702 in Berlin) war ein deutscher Stadtmusiker und Komponist von Kirchenliedern und geistlichen Konzerten.

## Leben
Jacob Hintze, Sohn des Bernauer Stadtmusikers Georg Hintze und dessen Frau Catharina, geborene Rückers, erhielt seine musikalische Ausbildung zwischen 1638 und 1643 in Berlin und Spandau. Danach hielt er sich zeitweise in verschiedenen Städten des Ostseeraums auf. Kurzfristige musikalische Tätigkeiten übte er in Berlin, Spandau, Insterburg und Küstrin aus.
Er wirkte von 1651 bis 1659 in Stettin und danach bis an sein Lebensende in Berlin als Stadtmusiker.
Nach dem Tod Johann Crügers gab er zwischen 1666 und 1698 die 12. bis 28. Auflage des Gesangbuchs Praxis pietatis melica heraus, dem er auch eigene Kompositionen beifügte. Er komponierte unter anderem eine Melodie zu Paul Gerhardts Gib dich zufrieden und sei stille (Evangelisches Gesangbuch Nr. 371). Johann Sebastian Bach schrieb mehrere Choralbearbeitungen zu Paul Gerhardts Text; aber nur der Bearbeitung für Schemellis Gesangbuch (BWV 460) liegt Hintzes Melodie zugrunde. Kurt Fiebig schuf 1966 eine gleichnamige Kantate.
Hintzes Epistolische Lieder nach Texten von Martin Opitz wurden mehrfach mit der Praxis pietatis melica gedruckt. 1695/96 gab Hintze sie in einer gesonderten Edition heraus, der er auch 22 kleine Sinfonien und drei geistliche Conzerte beifügte.
Jacob Hintze heiratete 1664 in Berlin Anna Catharina Reuschel, die Tochter des Hofbuchbinders Martin Reuschel. Der Ehe entstammten drei Kinder.
Philipp Jacob Spener hielt ihm am 14. Mai 1702, dem Sonntag Cantate, die Leichpredigt. Curt Sachs würdigt Hintze und die Stadtmusiker in seiner Musikgeschichte Berlins von 1908.

### Fiktionale Darstellungen
- Marcellus Jany: Türme, die den Himmel berühren. Roman. Books on Demand, 2023, ISBN 978-3-756-22931-4.